# Xinsheng Shuiku
Xinsheng Shuiku (kinesiska: 新生水库) är en reservoar i Kina. Den ligger i provinsen Sichuan, i den sydvästra delen av landet, omkring 170 kilometer nordost om provinshuvudstaden Chengdu. I omgivningarna runt Xinsheng Shuiku växer i huvudsak blandskog.
Genomsnittlig årsnederbörd är 1 263 millimeter. Den regnigaste månaden är juli, med i genomsnitt 323 mm nederbörd, och den torraste är december, med 3 mm nederbörd.